# دانيال كرامر
دانيال كرامر (بالألمانية: Daniel Cramer)‏ هو عالم عقيدة ومؤلف وكاتب ألماني، ولد في 20 يناير 1568 في Recz ‏ في بولندا، وتوفي في 5 أكتوبر 1637 في شتشين في بولندا.